# Französische Rugby-Union-Meisterschaft 1955/56
Die Saison 1955/56 war die 57. Austragung der französischen Rugby-Union-Meisterschaft (französisch Championnat de France de rugby à XV). Sie umfasste 48 Mannschaften in der ersten Division (heutige Top 14).
Die Meisterschaft begann mit der Gruppenphase, bei der in sechs Gruppen je acht Mannschaften gegeneinander antraten. Die Erst- bis Fünftplatzierten jeder Gruppe sowie die zwei besten Sechstplatzierten zogen in die Finalphase ein, während die vier schlechtesten Achtplatzierten in die zweite Division absteigen mussten. Es folgten Sechzehntel-, Achtel-, Viertel- und Halbfinale. Im Endspiel, das am 3. Juni 1956 im Stadium Municipal in Toulouse stattfand, trafen die zwei Halbfinalsieger aufeinander und spielten um den Bouclier de Brennus. Dabei setzte sich der FC Lourdes gegen die US Dax durch und errang zum vierten Mal den Meistertitel.

## Gruppenphase
|    | Team             | Siege | Unent. | Ndlg. | Spiel- punkte | Diff. | Tabellen- punkte |
| -- | ---------------- | ----- | ------ | ----- | ------------- | ----- | ---------------- |
| 1. | USA Perpignan    | 10    | 3      | 1     | 184:45        | + 139 | 37               |
| 2. | US Dax           | 9     | 1      | 4     | 147:61        | + 86  | 33               |
| 3. | SC Angoulême     | 8     | 2      | 4     | 109:52        | + 57  | 32               |
| 4. | RC Narbonne      | 7     | 2      | 5     | 129:98        | + 31  | 30               |
| 5. | Aviron Bayonnais | 6     | 2      | 6     | 84:67         | + 17  | 28               |
| 6. | US Montauban     | 5     | 1      | 8     | 59:96         | − 37  | 25               |
| 7. | FC Auch          | 4     | 3      | 7     | 104:154       | − 50  | 25               |
| 8. | Céret Sportif    | 0     | 0      | 14    | 60:303        | − 243 | 14               |

|    | Team              | Siege | Unent. | Ndlg. | Spiel- punkte | Diff. | Tabellen- punkte |
| -- | ----------------- | ----- | ------ | ----- | ------------- | ----- | ---------------- |
| 1. | FC Lourdes        | 11    | 0      | 3     | 266:76        | + 190 | 36               |
| 2. | Stade Toulousain  | 10    | 0      | 4     | 138:55        | + 83  | 34               |
| 3. | CS Vienne         | 9     | 1      | 4     | 93:75         | + 18  | 33               |
| 4. | SC Graulhet       | 5     | 4      | 5     | 76:77         | − 1   | 28               |
| 5. | SC Tulle          | 6     | 2      | 6     | 103:120       | − 17  | 28               |
| 6. | Stade Rochelais   | 4     | 1      | 9     | 69:109        | − 40  | 23               |
| 7. | Stade Aurillacois | 3     | 1      | 10    | 59:186        | − 127 | 21               |
| 8. | USA Limoges       | 2     | 3      | 9     | 53:159        | − 106 | 21               |

|    | Team                  | Siege | Unent. | Ndlg. | Spiel- punkte | Diff. | Tabellen- punkte |
| -- | --------------------- | ----- | ------ | ----- | ------------- | ----- | ---------------- |
| 1. | SU Agen               | 10    | 2      | 2     | 128:52        | + 76  | 36               |
| 2. | RC Toulon             | 9     | 1      | 4     | 105:85        | + 20  | 33               |
| 3. | CA Périgueux          | 7     | 1      | 6     | 88:91         | − 3   | 29               |
| 4. | FC Grenoble           | 5     | 4      | 5     | 125:82        | + 43  | 28               |
| 5. | Paris Université Club | 6     | 2      | 6     | 117:100       | + 17  | 28               |
| 6. | Stadoceste Tarbais    | 6     | 1      | 7     | 80:119        | − 39  | 27               |
| 7. | CA Bègles             | 5     | 1      | 8     | 76:114        | − 38  | 25               |
| 8. | Stade Hendayais       | 1     | 2      | 11    | 29:105        | − 76  | 18               |

|    | Team              | Siege | Unent. | Ndlg. | Spiel- punkte | Diff. | Tabellen- punkte |
| -- | ----------------- | ----- | ------ | ----- | ------------- | ----- | ---------------- |
| 1. | AS Béziers        | 10    | 2      | 2     | 115:28        | + 87  | 36               |
| 2. | SC Mazamet        | 7     | 3      | 4     | 96:42         | + 54  | 31               |
| 3. | US Romans         | 6     | 5      | 3     | 65:35         | + 30  | 31               |
| 4. | Cahors Rugby      | 6     | 2      | 6     | 64:65         | − 1   | 28               |
| 5. | US Tyrosse        | 6     | 1      | 7     | 56:101        | − 45  | 27               |
| 6. | SC Albi           | 5     | 2      | 7     | 71:104        | − 33  | 26               |
| 7. | AS Roanne         | 5     | 1      | 8     | 70:88         | − 18  | 25               |
| 8. | US Côte-Vermeille | 2     | 2      | 10    | 40:114        | − 74  | 20               |

|    | Team                  | Siege | Unent. | Ndlg. | Spiel- punkte | Diff. | Tabellen- punkte |
| -- | --------------------- | ----- | ------ | ----- | ------------- | ----- | ---------------- |
| 1. | Stade Montois         | 9     | 1      | 4     | 155:58        | + 97  | 33               |
| 2. | Racing Club de France | 9     | 1      | 4     | 163:75        | + 88  | 33               |
| 3. | Stade Lavelanétien    | 8     | 2      | 4     | 86:71         | + 15  | 32               |
| 4. | RC Vichy              | 7     | 1      | 6     | 110:93        | + 17  | 29               |
| 5. | US Cognac             | 7     | 1      | 6     | 95:103        | − 8   | 29               |
| 6. | Stade Niortais        | 5     | 2      | 7     | 95:138        | − 43  | 26               |
| 7. | AS Soustons           | 4     | 0      | 10    | 60:131        | − 71  | 22               |
| 8. | US Bergerac           | 3     | 0      | 11    | 60:155        | − 95  | 20               |

|    | Team               | Siege | Unent. | Ndlg. | Spiel- punkte | Diff. | Tabellen- punkte |
| -- | ------------------ | ----- | ------ | ----- | ------------- | ----- | ---------------- |
| 1. | Castres Olympique  | 8     | 4      | 2     | 103:37        | + 66  | 34               |
| 2. | AS Montferrand     | 8     | 3      | 3     | 152:67        | + 85  | 33               |
| 3. | Section Paloise    | 8     | 1      | 5     | 136:91        | + 45  | 31               |
| 4. | US Carmaux         | 7     | 3      | 4     | 103:80        | + 23  | 31               |
| 5. | Biarritz Olympique | 5     | 4      | 5     | 82:95         | − 13  | 28               |
| 6. | Lyon OU            | 4     | 1      | 9     | 92:127        | − 35  | 23               |
| 7. | US Montélimar      | 3     | 3      | 8     | 47:137        | − 90  | 23               |
| 8. | TOEC               | 2     | 3      | 9     | 47:128        | − 81  | 21               |

## Finalphase

### 1/16-Finale
| Datum       | Begegnung                                | Ergebnis |
| ----------- | ---------------------------------------- | -------- |
| 6. Mai 1956 | FC Lourdes – Stadoceste Tarbais          | 32:11    |
| 6. Mai 1956 | CA Périgueux – US Romans                 | 08:06    |
| 6. Mai 1956 | Racing Club de France – FC Grenoble      | 29:10    |
| 6. Mai 1956 | Stade Toulousain – Paris Université Club | 09:08    |
| 6. Mai 1956 | Section Paloise – Stade Lavelanétien     | 03:0     |
| 6. Mai 1956 | SU Agen – US Tyrosse                     | 11:03    |
| 6. Mai 1956 | Stade Montois – RC Narbonne              | 09:03    |
| 6. Mai 1956 | RC Toulon – US Cognac                    | 08:0     |
| 6. Mai 1956 | US Dax – Cahors Rugby                    | 13:03    |
| 6. Mai 1956 | AS Montferrand – RC Vichy                | 11:09    |
| 6. Mai 1956 | USA Perpignan – SC Albi                  | 17:0     |
| 6. Mai 1956 | Aviron Bayonnais – US Carmaux            | 14:05    |
| 6. Mai 1956 | Castres Olympique – Biarritz Olympique   | 08:0     |
| 6. Mai 1956 | SC Mazamet – SC Graulhet                 | 13:11    |
| 6. Mai 1956 | SC Tulle – AS Béziers                    | 06:03    |
| 6. Mai 1956 | SC Angoulême – CS Vienne                 | 08:06    |

### Achtelfinale
| Datum        | Begegnung                                | Ergebnis |
| ------------ | ---------------------------------------- | -------- |
| 13. Mai 1956 | FC Lourdes – CA Périgueux                | 24:3     |
| 13. Mai 1956 | Racing Club de France – Stade Toulousain | 15:3     |
| 13. Mai 1956 | Section Paloise – SU Agen                | 12:8     |
| 13. Mai 1956 | Stade Montois – RC Toulon                | 08:0     |
| 13. Mai 1956 | US Dax – AS Montferrand                  | 12:6     |
| 13. Mai 1956 | USA Perpignan – Aviron Bayonnais         | 11:3     |
| 13. Mai 1956 | Castres Olympique – SC Mazamet           | 10:8     |
| 13. Mai 1956 | SC Tulle – SC Angoulême                  | 06:3     |

### Viertelfinale
| Datum        | Begegnung                          | Ergebnis |
| ------------ | ---------------------------------- | -------- |
| 20. Mai 1956 | FC Lourdes – Racing Club de France | 14:3     |
| 20. Mai 1956 | Section Paloise – Stade Montois    | 14:9     |
| 20. Mai 1956 | US Dax – USA Perpignan             | 11:0     |
| 20. Mai 1956 | Castres Olympique – SC Tulle       | 03:0     |

### Halbfinale
| Datum        | Begegnung                    | Ergebnis |
| ------------ | ---------------------------- | -------- |
| 27. Mai 1956 | FC Lourdes – Section Paloise | 3:0      |
| 27. Mai 1956 | US Dax – Castres Olympique   | 3:0      |

### Finale
| 3. Juni 1956 | FC Lourdes                                                                                             | 20 : 0        | US Dax | Stadium Municipal, Toulouse Zuschauer: 38.426 Schiedsrichter: Ange Siccardi |
| 3. Juni 1956 | Versuche: Labazuy (1) Tarricq (1) Erhöhungen: Labazuy (1) Straftritte: Labazuy (2) Dropgoals: Prat (2) | (9:0) Bericht |        | Stadium Municipal, Toulouse Zuschauer: 38.426 Schiedsrichter: Ange Siccardi |

Aufstellungen
FC Lourdes: Jean Barthe, Guy Calvo, Pierre-André Capdevielle, Henri Domec, Louis Guinle, Antoine Labazuy, François Labazuy, Pierre Lacaze, André Laffont, Thomas Manterola, Jean Prat, Maurice Prat, Henri Rancoule, Jean-Louis Taillantou, Pierre Tarricq
US Dax: Pierre Albaladejo, Raymond Albaladejo, Pierre Augé, Jean Bachelé, André Bérilhe, Claude Boniface, Pierre Castra, Roland Darracq, Gaston Dubois, Daniel Labadie, René Lapique, Paul Lasaosa, Christian Lasserre, Jean Othats, Jean Susbielle